# Punahana
Punahana là một thị xã của quận Gurgaon thuộc bang Haryana, Ấn Độ.

## Địa lý
Punahana có vị trí 27°52′B 77°12′Đ / 27,87°B 77,2°Đ Nó có độ cao trung bình là 187 mét (613 feet).

## Nhân khẩu
Theo điều tra dân số năm 2001 của Ấn Độ, Punahana có dân số 13.178 người. Phái nam chiếm 52% tổng số dân và phái nữ chiếm 48%. Punahana có tỷ lệ 53% biết đọc biết viết, thấp hơn tỷ lệ trung bình toàn quốc là 59,5%: tỷ lệ cho phái nam là 63%, và tỷ lệ cho phái nữ là 41%. Tại Punahana, 21% dân số nhỏ hơn 6 tuổi.